# Sprawiedliwość ekologiczna
Sprawiedliwość ekologiczna to koncepcja, będąca m.in. elementem zielonej polityki, która podkreśla równy dostęp ludzi niezależnie od narodowości, religii, rasy, statusu materialnego czy jakiegokolwiek innego czynnika do wysokiej jakości, czystego środowiska naturalnego. Uwzględnia ona także egalitarny dostęp do dóbr i usług wpływających na jakość życia, takich jak zdrowa żywność, zieleń miejska i tereny rekreacyjne, opieka zdrowotna czy edukacja.
Wykluczenie społeczne występuje z wykluczeniem ekologicznym – przykładem jest słaba jakość przestrzeni publicznej na obszarach  zdegradowanych i zanieczyszczonych przez przemysł, górnictwo czy rabunkową eksploatację zasobów naturalnych. W Europie Zachodniej i Ameryce-Północnej słaby dostęp do transportu zbiorowego czy zieleni miejskiej występuje szczególnie często w dzielnicach zamieszkiwanych np. przez mniejszości etniczne. Ruchy zajmujące się sprawiedliwością ekologiczną (w tym alterglobalistyczne) często zwracają uwagę na nierówny dostęp rdzennych grup ludności do zysków z eksploatacji lokalnych surowców naturalnych przez międzynarodowe koncerny (przykładem jest tu Delta Nigru).
W debacie publicznej tematyką sprawiedliwości ekologicznej zajmują się głównie partie Zielonych, stowarzyszenia budujące świadomość klimatyczną jak Młodzieżowy Strajk Klimatyczny oraz międzynarodowe organizacje ekologiczne, takie jak Greenpeace czy WWF. W kontekście zmian klimatycznych ważnym elementem sprawiedliwości ekologicznej jest sprawiedliwość klimatyczna.